# BT (музыкант)
Брайан Уэйн Трансо (род. 4 октября 1970, Роквилл, Мэриленд, США) — американский музыкант, диджей, певец, автор песен, продюсер, композитор и звукоинженер, известный под псевдонимом BT.

## Результаты
BT начал писать саундтреки к фильмам в 1999 году с фильма Экстази. С тех пор, им были написаны саундтреки для десятков фильмов, в том числе Стелс и Форсаж. Кроме того, в 2001 году он написал саундтрек для фильма Образцовый самец, но его имя удалили из проекта. Его треки были доделаны композитором Дэвидом Арнольдом. Он также в 2003 году написал музыку для фильма Монстр, что принесло ему признание.
BT решился проявить себя на телевидении написав музыку для шоу Томми Ли идёт в колледж для NBC в 2005 году. Он стал исполнительным продюсером сериала, идею для которого он ранее разработал и продал NBC.

### Саундтреки к фильмам и сериалам
- Экстази (1999)
- Better Living Through Circuitry (1999)
- Под подозрением (2000)[4]
- Гонщик (2001)
- Форсаж (2001)
- Образцовый самец (2001) — (не указан в титрах)
- Монстр (2003)
- Новичок (2005)
- Стелс (2005)
- Кошки-мышки (2006)
- Наблюдение (2007)
- Мультсериал «Байки Мэтра» (эпизод «Токио Мэтр») (2008)
- Веселозавр Рекс (2012)
- Темные тайны (2015)
- Экстрасенсы (2015)
- Злой город (2015)
- Крепче всего мира. История Жозе Алдо (2016)
- Электрические сны Филипа К. Дика (2017)
- По стечению обстоятельств (2017)

### Песни, появившиеся в фильмах
- Mortal Kombat: Annihilation (1997) — «Anomaly — Calling Your Name» (under the pseudonym Libra Presents Taylor)[4]
- The Jackal (1997) — «Shineaway» (with Richard Butler)
- Американский пирог (1999) — «Anomaly — Calling Your Name» again[4]
- Гонщик (2001) — «Satellite»
- Double Take (2001) — «Movement In Still Life»
- Расхитительница гробниц (2001) — «The Revolution»
- Форсаж (2001) — «Nocturnal Transmission»
- 3000 миль до Грейсленда (2001) — «Smartbomb»
- Zoolander (2001) — «Madskillz-Mic Chekka (Remix)»
- Sweet November (2001) — «Shame (Ben Grosse Remix)»
- Valentine (2001) — «Smartbomb (BT Mix)»
- Half Past Dead (2002) — «Smartbomb»
- Блэйд 2 (2002) — «Tao of the Machine» (with The Roots)
- The Core (2003) — «Sunblind»
- Win a Date with Tad Hamilton! (2004) — «Superfabulous (Scott Humphrey Radio Mix)»
- Стелс (2005) — «She Can (Do That)» (with David Bowie)
- Domino (2005) — «P A R I S»
- Ученик чародея (2010) — «Le Nocturne de Lumière»[5]

### Видеоигры
- Die Hard Trilogy 2: Viva Las Vegas (1999) — Complete score
- ESPN Winter X Games Snowboarding (2000) — «Smartbomb»
- FreQuency (2001) — «Smartbomb»
- SSX Tricky (2001) — «Smartbomb (Plump’s Vocal Mix)» and «Hip Hop Phenomenon» (with Tsunami One)
- Gran Turismo 3: A-Spec (2001) — «Madskillz-Mic Chekka»
- FIFA Football 2002 (2001) — «Never Gonna Come Back Down (Hybrids Echoplex Dub Mix)»
- Wipeout Fusion (2002) — «Smartbomb (Plump DJs Remix)»
- ATV Offroad Fury 2 (2002) — «The Revolution»
- Wreckless: The Yakuza Missions (2002) — Complete score
- Need for Speed: Underground (2003) — «Kimosabe» (with Wildchild)
- Amplitude (2003) — «Kimosabe» (with Wildchild)
- Dance Dance Revolution Extreme (2004) — «Simply Being Loved (Somnambulist)»
- Tiger Woods PGA Tour 2005 (2004) — Complete score (возможность загрузки с iTunes)
- Need for Speed: Most Wanted (2005) — «Tao of the Machine (Scott Humprhey’s Remix)» (с The Roots)
- XGRA: Extreme-G Racing Association — «Dreaming», «Godspeed», «Never Gonna Come Back Down», «Mercury & Solace», «Running Down the Way Up», «Smart Bomb», and «Mad Skillz».
- Burnout Revenge (2005) — The Doors — «Break On Through (BT Mix)» (Создан как BT vs. The Doors)
- Alpha Protocol (2010)
- EA Sports Active 2 (2010)
- Mafia: The Old Country (2025)

### Дискография
BT discography

### Альбомы
- Ima (1995)
- ESCM (1997)
- Movement in Still Life (1999)
- Emotional Technology (2003)
- This Binary Universe (2006)
- These Hopeful Machines (2010)
- These Humble Machines (2011) (Radio-Edits of These Hopeful Machines on 1 Disc)
- Nuovo Morceau Subrosa (2012)
- If the Stars are Eternal so are You and I (2012)
- A Song Across Wires (2013)
- Electronic Opus (2016)
- _ (2017)
- Between Here and You (2019)
- Everything You’re Searching for Is on the Other Side of Fear (2019)
- The Lost Art Of Longing (2020)
- The Lost Art Of Longing (Deluxe) (17 сентября 2021)
- Metaversal (19 ноября 2021)
- The Secret Language of Trees (11 июля 2023)

### Синглы и EPs
- «Oneday» (1992) (vocals by Fawn)
- «Anomaly» (1995) (as Libra, in collaboration with DJ Taylor)
- «The Moment of Truth» (1995) (As Brian Transeau)
- «Relativity» (1995) (As Brian Transeau)
- «Loving You More» (1996) (vocals by Vincent Covello)
- «Embracing the Sunshine» (1996)
- «Blue Skies» (1996) (vocals by Tori Amos)
- «Love, Peace and Grease» (1997)
- «Flaming June» (1997)
- «Remember» (1997) (vocals by Jan Johnston)
- «Godspeed» #54 UK (1998)
- «Mercury and Solace» #38 UK (1999) (vocals by Jan Johnston)
- «Dreaming» (2000) (vocals by Kirsty Hawkshaw)
- «Smartbomb» (2000) (vocals by Rasco)
- «Never Gonna Come Back Down» (2000) (vocals by Mike Doughty)
- «Shame» (2001) (vocals by BT)
- «Somnambulist (Simply Being Loved)» (2003) (vocals by BT and JC Chasez)
- The Technology EP (2004)
- Human Technology EP (2005)
- «Force of Gravity» (2005) (vocals by BT and JC Chasez)
- «Love Come's Again» (2006) (при участии Тиесто)
- «The Rose of Jericho» (9 Июня 2009)
- «Every Other Way» (22 Декабря 2009) (vocals by JES and BT)
- «Suddenly» (12 Января 2010) (Vocals by BT and Christian Burns)
- «Forget Me» (14 Июня 2010) (Vocals by BT and Christian Burns)
- «The Emergency» (28 Сентября 2010)
- «Le Nocturne de Lumière» (22 Ноября 2010)
- «Always» (2011)
- «A Million Stars» (2011)
- «In the Air» (7 Июля 2011) (with Morgan Page & Sultan & Ned Shepard; vocals by Angela McCluskey)
- «Tomahawk» (31 Октября 2011) (with Adam K)
- «Must Be the Love» (2012) (featuring Nadia Ali)
- «Skylarking» (18 Февраля 2013)
- «Vervoeren» (2012)
- «Surrounded» (2013)
- «Letting Go» (2014) (featuring JES)
- «Paralyzed» (2014) (featuring Christian Burns)
- «All These Wounds» (2015)
- «The Upside Down» (2017)
- «LSTM» (2017)
- «Four» (2017)
- «Yahweh» (2017)
- «The Noetic» (2018) (with Matt Fax)
- «1997» (2019) (with Ferry Corsten)
- «I Need Love» (2019) (with Markus Schulz)
- «Atari's Lantern» (24 Января 2020)
- «1AM in Paris / The War» (with Matt Fax, Iraina Mancini) (19 июня 2020)
- "No Warning Lights" (featuring Emma Hewitt) (17 июля 2020)
- "No Warning Lights" (Remixes) (2020)
- "Walk Into The Water" (2020)
- "Walk Into The Water" (Remixes) (2021)
- "The War" (Remixes) (2021)
- "Never Odd Or Even" (2021)
- "Here" (with Maor Levi, feat. Nation Of One) (2021)
- "The Light Is Always On" (with Au5, Mangal Suvarnan) (16 апреля 2021)
- "The Light Is Always On" (Remixes) (30 апреля 2021)
- "The Light Is Always On" (Remixes) (14 мая 2021)
- "1AM in Paris" (Paul Thomas & Dylhen Remix) (25 июня 2021)
- "Windows" (16 июля 2021)
- "Wildfire"
- "Red Lights" (Remixes) (17 сентября 2021)
- "Where The Sun Meets The Sea" (Nourey Remix) (2022)
- "Stratosphere" (Matt Fax Remix) (2022)
- "Every Other Way" (MaRLo Remix) (2022)
- "Must Be The Love" (Enamour Remix) (2022)
- "Paper Chairs" (Alex Sonata & TheRio Remix) (2022)
- "Laurel Canyon Night Drive" (Jody Wisternoff Remixes) (2022)
- "Flaming June" (Dan Thompson Remix) (2022)
- "Mercury & Solace" (Helsloot Remix) (2022)
- "Kintsugi" (Siskin Remix) (2023)
- "Confunktion" (Anis Hachemi & Alex Kaspersky Remix) (2023)
- "Every Other Way" (Adam Ellis Remix) (2023)
- "Flaming June" (Paul Oakenfold Remix) (2023)
- "Walk into the Water" (Vincent Corver version) (2023)
- "Flaming June" (Vincent Corver version) (2023)
- "Godspeed" (Maria Healy Remix) (2023)
- "k-means clustering" (2023)

### Компиляции
- R&R (Rare & Remixed) (2001) — это альбом который был записан на двух дисках с ремиксами от БТ, редкими песнями с его ранней карьеры, и предыдущие неизданные треки, самый знаменитый из них «Sunblind».
- Still Life in Motion (2001) — коллекция ремиксов и компиляций песен с альбома  Movement in Still Life.
- 10 Years in the Life (2002) — Диск 1 содержит редкие песни, ремиксы и компиляции песен Трансо, показывая прогресс артиста за период декады. Особенностью этого диска есть то, что он включает в себя первый записанный ним трек «The Moment Of Truth». Диск 2, это микшированный альбом, который включает в себя ремиксы и редкие треки исполненные БТ, включая также ремиксы от Madonna, DJ Rap, The Crystal Method and Deep Dish. Наиболее редкие треки от БТ записаны на диске под авторством других многочисленных его псеводонимов. Брошюра которая идёт в комплекте с диском вмещает в себя истории о написании каждого трека на обоих дисках, также как и различного рода комментарии о его ранней карьере, ремиксах, музыке к фильмам и о выпуске музыки в общем.
- The Technology EP (2004) — коллекция ремиксов песен из Emotional Technology.
- These Re-Imagined Machines (2011) — набор из 2 дисков, включающий 17 ремиксов из  These Hopeful Machines.
- These Re-Imagined Machines (издание с ограниченным тиражом, подписанный коробочный набор) (2011) — набор 4 дисков с автографами и серийными номерами от БТ, и вмещает в себя 3 диска с 24 ремиксами. 1 DVD с 59 ремиксами и 3 музыкальных клипа, страница размером 2.32, 12 дюймовая книга в переплёте, и 3.12 x 72 дюймовый постер, и лого стикер БТ[6].
- Electronic Opus (2015) — электронно-симфонический альбом с оркестровыми версиями песен BT.

### Ремиксы
- B-Tribe, «Nanita (A Spanish Lullaby)» (1995)
- Shiva, «Freedom» (1995)
- Diana Ross, «Take Me Higher» (1995)
- Cabana, «Bailando Con Lobos» (1995)
- Grace, «Not Over Yet» (1995)
- Wild Colour, «Dreams» (1995)
- Mike Oldfield, «Let There Be Light» (1995)
- Billie Ray Martin, «Running Around Town» (1995)
- Seal, «I’m Alive» (1995 — Remixed with Sasha)
- Gipsy Kings, «La Rumba De Nicolas» (1996)
- Billie Ray Martin, «Space Oasis» (1996)
- Tori Amos, «Talula» (1996)
- Dina Carroll, «Run To You» (1997)
- The Crystal Method, «Keep Hope Alive» (1997)
- Paul Van Dyk, «Forbidden Fruit» (1997)
- Deep Dish, «Stranded» (1997)
- Madonna, «Drowned World/Substitute For Love» (1998)
- Lenny Kravitz, «If You Can’t Say No» (1998)
- DJ Rap, «Bad Girl» (1998)
- Depeche Mode, «It’s No Good» (1998 — Unreleased)
- Sarah McLachlan, «I Love You» (1999)
- Tom Jones, «She’s a Lady» (2000)
- Sarah McLachlan, «Hold On» (2001)
- KoЯn, «Here to Stay» (2002)
- The Doors, «Break on Through (To the Other Side)» (2004)
- Shiny Toy Guns, «Ricochet» (2009)
- Celldweller, «Louder Than Words» (Yet To Be Released)
- Armin van Buuren, «Virtual Friend» (2011)
- Super8 & Tab, «L.A.» (2013)
- Shingo Nakamura and Brandon Mignacca, "Darling Midnight" (2021)

### Семплы CD
- Breakz from the Nu Skool (2002)
- Twisted Textures (2002)
- 300 Years Later (with Nick Phoenix) (2005)

### Псевдонимы
| - BT - Prana - Elastic Chakra - Elastic Reality - Libra - Dharma - Kaistar - GTB |